# Paco Ignacio Taibo I
Francisco Ignacio Taibo Lavilla, más conocido como Paco Ignacio Taibo I (Gijón, Asturias, 19 de junio de 1924 - Ciudad de México, 13 de noviembre de 2008) fue un escritor, gastrónomo, historiador, dramaturgo y periodista hispano-mexicano.

## Biografía
Nacido en el seno de una familia de medios en Asturias, vivió su primer exilio en 1934, a raíz de la revolución de ese mismo año, denominada Revolución de Asturias, y se trasladó a Bélgica con su padre y su hermano. En 1936 volvieron a España y vivieron muy de cerca la guerra civil española.
Taibo inició su carrera periodística como cronista del Tour de Francia. Posteriormente fue redactor en jefe y director de facto del diario asturiano El Comercio. En 1958, en compañía de su esposa, Maricarmen Mahojo de Taibo y su hijo mayor, Paco Ignacio Taibo II, decidió viajar a México invitado por Germán Figaredo, “El Conejo”, un famoso locutor de radio y productor de la televisión mexicana. “El Conejo” llevó a Taibo a México pasando por Nueva York y La Habana. Desde entonces fue una figura que se insertó en el ámbito del periodismo cultural y la escena cinematográfica, estableciendo contacto con figuras como Luis Buñuel, Luis Alcoriza y Amparo Rivelles. Sus dos hijos menores, el poeta Benito Taibo y el cineasta Carlos Taibo Mahojo, nacieron en México.
Desde 1981, Taibo I fue director y fundador de la sección cultural de El Universal. Su caricatura "El Gato Culto" es ya muy famosa en dicho periódico. Recibió el 15 de mayo de 2008, en el Palacio de las Bellas Artes, el Premio Nacional de Periodismo (México).
Falleció en la mañana del 13 de noviembre de 2008, víctima de neumonía.

## Novelas
- Juan M. N. (1955)
- Fuga, hierro y fuego (1979)
- Para parar las aguas del olvido (narrativa autobiográfica, 1982)
- Siempre Dolores (1984)
- Pálidas Banderas (1989)
- Flor de la tontería (1997)
- Tres tuertos en el agua (inconclusa, sin publicar)

## Obras de teatro
- El juglar y la cama (1966)
- La quinta parte de un arcángel (1967)
- Los cazadores (1967)
- Morir del todo (1983)

## Ensayos
- Historia popular del cine
- El cine por mis pistolas
- El Indio Fernández
- María Félix, La Doña
- El libro de todos los moles
- La Risa Loca (Enciclopedia del cine cómico)
- Breviario de la Fabada

## Crónica y periodismo
- Ocurrencias
- Notas de viaje
- El hombre sin corbata y otras fabulaciones

## Premio
- Premio de Periodismo Cultural Iberoamericano (2009)

Homenaje Nacional de Periodismo Cultural Fernando Benítez (2004)